# Lo stagno
Lo stagno è un dipinto di Alfonso Corradi. Eseguito verso il 1957, appartiene alle collezioni d'arte della Fondazione Cariplo.

## Descrizione
Si tratta di un paesaggio aderente alla tradizione del naturalismo lombardo, lontano da ogni avanguardia e da ogni sperimentazione, e per questo in sintonia con il gusto della media borghesia milanese. La tavolozza è tenue, memore della lezione chiarista.

## Storia
Il dipinto fu esposto alla XX Biennale Nazionale svoltasi presso il Palazzo della Permanente; l'anno successivo venne acquistato dalla Fondazione Cariplo.